# Hoplinus spinosissimus
Hoplinus spinosissimus är en insektsart som först beskrevs av Victor Antoine Signoret 1863.  Hoplinus spinosissimus ingår i släktet Hoplinus och familjen styltskinnbaggar. Inga underarter finns listade i Catalogue of Life.